# هيتشكي
هيتشكي هو فيلم كوميدي دراما هندي من بطولة راني موخرجي،سوبريا بيلجنكار وساشين،تم عرض الفيلم في 23 مارس 2018.

## روابط خارجية
هيتشكي على موقع IMDb (الإنجليزية)
- هيتشكي على موقع روتن توميتوز (الإنجليزية)
- هيتشكي على موقع أول موفي (الإنجليزية)
- هيتشكي على موقع بوكس أوفيس موجو (الإنجليزية)
- هيتشكي على موقع فيلمافينيتي (الإسبانية)
- هيتشكي على موقع قاعدة بيانات الفيلم (الإنجليزية)
- هيتشكي على موقع ليتربوكسد (الإنجليزية)
- هيتشكي على موقع كينوبويسك (الروسية)